# 栃木市立大平中学校
栃木市立大平中学校（とちぎしりつ おおひらちゅうがっこう）は、栃木県栃木市大平町蔵井にある公立中学校。

## 沿革

### 年表
- 1949年2月1日 - 瑞穂村・水代村・富山村組合立磯山中学校として開校。
- 1956年9月30日 - 町村合併により大平村立大平中学校となる。
- 1961年11月3日 - 町制施行により大平町立大平中学校となる。
- 2010年3月29日 - 市町合併により栃木市立大平中学校となる。

## 施設
校舎はAIS総合設計の設計、大木・荒川・牧田特定建設工事共同企業体の施工で2016年に竣工した。建築面積4,728.53 m2、延床面積11,754.41 m2で、鉄筋コンクリート構造3階建てである。内装に木材を多用していることや、学年ごとに個別指導室を配置して、習熟度別の指導ができるようにしていることなどが特徴である。旧校舎は築50年以上経過して耐震性の確保が必要であった。

## 部活動
2023年に、栃木市立吹上中学校とともに、栃木市における部活動の地域移行のモデル校に選ばれ、2023年9月から2024年3月までモデル事業が行われた。移行対象となったのは陸上競技部と女子バドミントン部で、休日の指導を栃木スポーツネットが担当した。平日は従来通り学校の顧問が指導を行った。

## 通学区域
栃木市立大平東小学校・栃木市立大平西小学校の学区となっている。

## 著名な出身者
- 栃木渡 - 陸上競技選手（順天堂大学→日立物流→ひらまつ病院）
- 仲三河優太 - プロ野球選手（埼玉西武ライオンズ）[6]

## 周辺
- 栃木市大平公民館
- 栃木市大平図書館
- 栃木市大平文化会館
- 栃木市大平総合運動公園